# Astragalus helbaekii
Astragalus helbaekii es una especie de planta del género Astragalus, de la familia de las leguminosas, orden Fabales.

## Distribución
Astragalus helbaekii se distribuye por Turquía.

## Taxonomía
Fue descrita científicamente por Podlech & Ekici. Fue publicada en Feddes Repert. 119(1-2): 28 (-29) (2008).